# Llanito

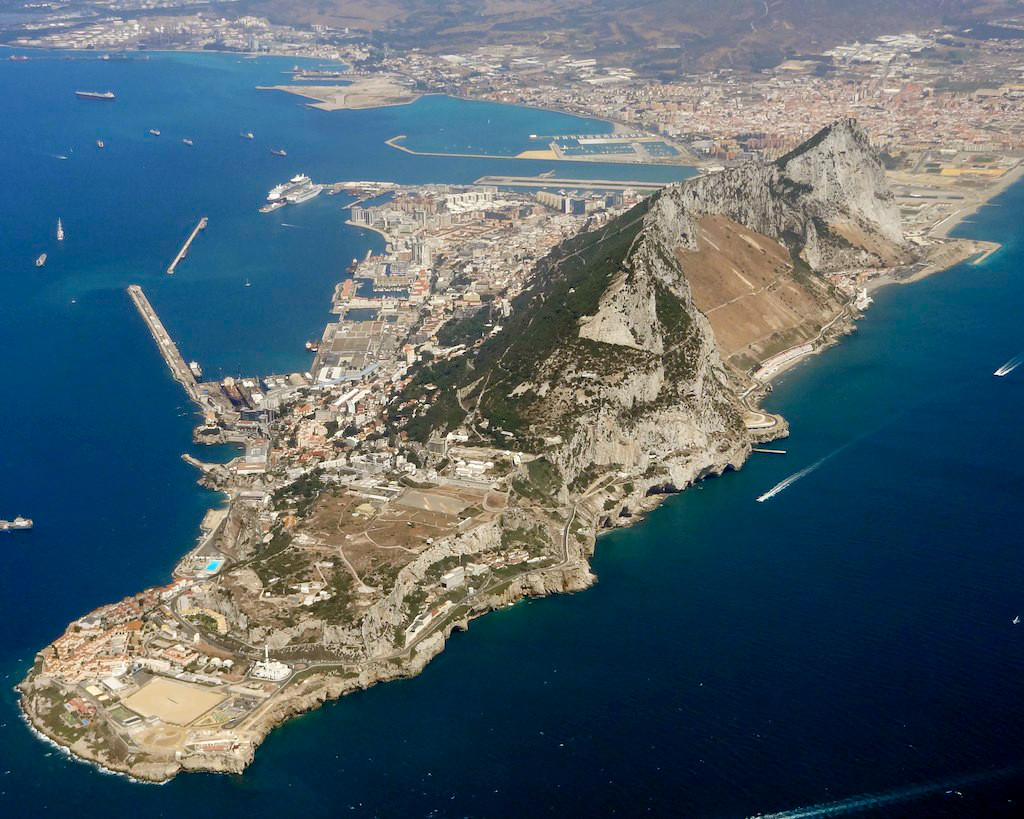
Gibraltar (2011)

Das Llanito (auch: Yanito) ist eine hauptsächlich aus dem andalusischen Dialekt und Einflüssen aus dem Englischen entstandene Kreolsprache, die im britischen Überseegebiet Gibraltar von Teilen der spanischstämmigen Bevölkerung gesprochen wird.
Das Llanito ist eine Form des Bilingualismus, in dem „abwechselnd auf Spanisch und Englisch gesprochen und lexikalische Einheiten verwendet werden, die aus der Kombination der beiden Sprachen hervorgehen, oder Anpassungen englischer oder spanischer Wörter oder Wörter aus Sprachen wie Italienisch oder Arabisch, um nur einige zu nennen“.
Für die Entwicklung des Llanito waren die speziellen Bedingungen in Gibraltar wichtig, wobei mehrere Perioden zu unterscheiden sind. Das Gebiet hatte eine spanischsprachige Bevölkerung, als es 1713 im Vertrag von Utrecht an das Königreich Großbritannien fiel. In der Folge wurde Englisch Amtssprache und nach den napoleonischen Kriegen wurde das Schulsystem auf das britische Modell umgestellt, aber die andalusische Variante des Spanischen als Muttersprache und als Lingua franca blieb die dominante Sprache der einheimischen Bevölkerung. Im Zweiten Weltkrieg wurde die Zivilbevölkerung 1940 evakuiert und verbrachte bis zu zehn Jahre in englischsprachigen Gebieten. Nach dem Krieg wurde der Schulunterricht vollständig auf Englisch umgestellt und Spanisch nur noch als Fremdsprache gelehrt. Die Bedeutung des Englischen wurde auch durch die Blockade Gibraltars durch das Franco-Regime (ab 1969) gestärkt, während derer keine Grenzgänger aus Spanien dort arbeiten konnten. Dennoch war auch im Jahr 1986 noch das Spanische geläufiger als das Englische. Heutzutage ist die Bevölkerung größtenteils zweisprachig, wobei Spanisch hauptsächlich zu Hause und bei informellen Gelegenheiten benutzt wird und vor allem bei Jüngeren  sowohl die Zweisprachigkeit als auch die Benutzung des Llanito zurückgehen. Bürgerinitiativen setzen sich für den Erhalt des Llanito ein.